# Ligidium burmanicum
Ligidium burmanicum là một loài chân đều trong họ Ligiidae. Loài này được Verhoeff miêu tả khoa học năm 1946.